# 幸福 遲到了
《幸福 遲到了》，是一部描寫李芝姿與張漢欽的真實人生電視劇，由夏如芝、陳德烈、蔡東威主演，並於2018年11月1日起於大愛電視20:00正式首播。

## 播出時間
以下時間以當地時間（台灣時間）為準

### 電視首播
| 頻道                            | 所在地 | 播映日期                      | 播映時間 |
| 大愛電視台 （數位頻道同步播出） | 台灣   | 2018年11月1日－2018年12月12日 | 20:00    |

### 網路首播
| 頻道                 | 備註                 | 播映日期                      | 播映時間 |
| Yahoo! TV            | 與大愛電視台同步播出 | 2018年11月1日－2018年12月12日 | 20:00    |
| YouTube 大愛網路劇場 | 與大愛電視台同步播出 | 2018年11月1日－2018年12月12日 | 20:00    |

## 演員列表

### 主要角色
| 演員   | 角色           | 介紹 |
| 夏如芝 | 李芝姿         | 李作師、陳環的大女兒，汪大海的前女友，曹筱蓓、曹展愛、曹祖惠的母親，李芝娟、李志堅、李志偉、李志祥的大姊，曹德華的前妻，曹母之前媳婦，張漢欽的現任妻子 家中長女，對父母都很孝順。出社會後曾任車掌小姐，很擔心兩個弟弟：志堅、志偉，從小他們倆學壞，但好險弟弟志堅沒因此而學壞，後來聽妹妹芝娟說，志堅現在有自己獨當一面的一技之長，也覺得很感動，雖然後來與前夫德華離婚，但聽女兒筱蓓說，前婆婆只認自己一個媳婦，把自己當作親生女兒這些話，覺得很窩心。 |
| 游君萍 | 李芝姿（少女） | 李作師、陳環的大女兒，汪大海的前女友，曹筱蓓、曹展愛、曹祖惠的母親，李芝娟、李志堅、李志偉、李志祥的大姊，曹德華的前妻，曹母之前媳婦，張漢欽的現任妻子 家中長女，對父母都很孝順。出社會後曾任車掌小姐，很擔心兩個弟弟：志堅、志偉，從小他們倆學壞，但好險弟弟志堅沒因此而學壞，後來聽妹妹芝娟說，志堅現在有自己獨當一面的一技之長，也覺得很感動，雖然後來與前夫德華離婚，但聽女兒筱蓓說，前婆婆只認自己一個媳婦，把自己當作親生女兒這些話，覺得很窩心。 |
| 陳德烈 | 張漢欽         | 李芝姿的現任丈夫，曹筱蓓、曹展愛、曹祖惠的繼父，李作師、陳環的現任女婿，李芝娟、李志堅、李志偉、李志祥的現任大姊夫。 |
| 蔡東威 | 曹德華         | 李芝姿、朱美珍的前夫，曹母的兒子，曹展蓓、曹展愛、曹祖惠的父親，李作師、陳環之前女婿，李芝娟、李志堅、李志偉、李志祥之前大姊夫 因為跟同事朱慧珍有外遇，所以與妻子芝姿離婚，後也跟第二任妻子離婚。 |
| 子育   | 陳環           | 李作師的妻子，李芝姿、李芝娟、李志堅、李志偉、李志祥的母親，曹筱蓓、曹展愛、曹祖惠的外婆，曹德華之前岳母，張漢欽的現任岳母。 |
| 陸一龍 | 李作師         | 陳環的亡夫，李芝姿、李芝娟、李志堅、李志偉、李志祥的亡父，曹筱蓓、曹展愛、曹祖惠的亡外公，曹德華之前亡岳父，張漢欽的現任亡岳父。 |
| 馬惠珍 | 曹母           | 曹德華的母親，曹筱蓓、曹展愛、曹祖惠的奶奶，李芝姿之前婆婆 雖然沒辦法與前媳婦芝姿繼續當婆媳，自己說就算芝姿不是自己兒子的妻子，但自己還是會把前媳婦芝姿當作親生女兒在疼。 |

### 次要角色
| 演員   | 角色           | 介紹 |
| 鄭楠鐘 | 李志堅         | 李作師、陳環的兒子，李芝姿、李芝娟的弟弟，李芝偉、李志祥的二哥，曹筱蓓、曹展愛、曹祖惠的舅舅，曹德華之前小舅子，張漢欽現任小舅子 小的時候，原本是學壞，但經過二姊芝娟介紹的西點學徒這份工作，就有一技之長，也很感謝二姊芝娟介紹給自己這份工作。                             |
| 曾憲莫 | 李志堅（少年） | 李作師、陳環的兒子，李芝姿、李芝娟的弟弟，李芝偉、李志祥的二哥，曹筱蓓、曹展愛、曹祖惠的舅舅，曹德華之前小舅子，張漢欽現任小舅子 小的時候，原本是學壞，但經過二姊芝娟介紹的西點學徒這份工作，就有一技之長，也很感謝二姊芝娟介紹給自己這份工作。                             |
| 陳宏宇 | 李志堅（童年） | 李作師、陳環的兒子，李芝姿、李芝娟的弟弟，李芝偉、李志祥的二哥，曹筱蓓、曹展愛、曹祖惠的舅舅，曹德華之前小舅子，張漢欽現任小舅子 小的時候，原本是學壞，但經過二姊芝娟介紹的西點學徒這份工作，就有一技之長，也很感謝二姊芝娟介紹給自己這份工作。                             |
| 張世賢 | 李志偉         | 李作師、陳環的小兒子，李芝姿、李芝娟、李志堅的弟弟，李志祥的三哥，曹筱蓓、曹展愛、曹祖惠的二舅，曹德華之前小舅子，張漢欽現任小舅子 從小就讓家裡的人很擔心，因時常在外面惹事，學壞，所以因此常常徹夜不歸，在外面遊蕩。                                                       |
| 高立杰 | 李志偉（少年） | 李作師、陳環的小兒子，李芝姿、李芝娟、李志堅的弟弟，李志祥的三哥，曹筱蓓、曹展愛、曹祖惠的二舅，曹德華之前小舅子，張漢欽現任小舅子 從小就讓家裡的人很擔心，因時常在外面惹事，學壞，所以因此常常徹夜不歸，在外面遊蕩。                                                       |
| 張恩瑋 | 李志偉（童年） | 李作師、陳環的小兒子，李芝姿、李芝娟、李志堅的弟弟，李志祥的三哥，曹筱蓓、曹展愛、曹祖惠的二舅，曹德華之前小舅子，張漢欽現任小舅子 從小就讓家裡的人很擔心，因時常在外面惹事，學壞，所以因此常常徹夜不歸，在外面遊蕩。                                                       |
| 禾語辰 | 李芝娟         | 李作師、陳環的二女兒，李芝姿的妹妹，李芝偉、李志堅、李志祥的二姊，曹筱蓓、曹展愛、曹祖惠的大姨，曹德華之前小姨子，張漢欽現任小姨子 對家中父母都很孝順，時尚擔心弟弟：志堅、志偉，會不會學壞，所以自己給志堅介紹這份西點學徒的工作以後，志堅就不在讓自己擔心，反而覺得感動。 |
| 廖姿晴 | 李芝娟（少女） | 李作師、陳環的二女兒，李芝姿的妹妹，李芝偉、李志堅、李志祥的二姊，曹筱蓓、曹展愛、曹祖惠的大姨，曹德華之前小姨子，張漢欽現任小姨子 對家中父母都很孝順，時尚擔心弟弟：志堅、志偉，會不會學壞，所以自己給志堅介紹這份西點學徒的工作以後，志堅就不在讓自己擔心，反而覺得感動。 |
|        | 李志祥         | 李作師、陳環的小兒子，李芝姿、李芝娟、李志堅、李志偉的弟弟，曹筱蓓、曹展愛、曹祖惠的三舅，曹德華之前小舅子，張漢欽現任小舅子。 |
| 郭亞棠 | 曹筱蓓         | 李芝姿與曹德華大女兒，曹展愛、曹祖惠的大姊，李芝娟、李志堅、李志偉、李志祥的外甥女，李作師、陳環的外孫女，曹母的孫女，張漢欽的繼女。 |
| 鄭伃庭 | 曹筱蓓（少女） | 李芝姿與曹德華大女兒，曹展愛、曹祖惠的大姊，李芝娟、李志堅、李志偉、李志祥的外甥女，李作師、陳環的外孫女，曹母的孫女，張漢欽的繼女。 |
| 黃品瑄 | 曹筱蓓（童年） | 李芝姿與曹德華大女兒，曹展愛、曹祖惠的大姊，李芝娟、李志堅、李志偉、李志祥的外甥女，李作師、陳環的外孫女，曹母的孫女，張漢欽的繼女。 |
| 周家漢 | 邱在謙         | |
| 羅子惟 | 曹祖惠         | 李芝姿與曹德華兒子，曹筱蓓的弟弟，曹展愛的哥哥，李芝娟、李志堅、李志偉、李志祥的外甥，李作師、陳環的外孫，曹母的孫子，張漢欽的繼子。 |
| 朱宥丞 | 曹祖惠（少年） | 李芝姿與曹德華兒子，曹筱蓓的弟弟，曹展愛的哥哥，李芝娟、李志堅、李志偉、李志祥的外甥，李作師、陳環的外孫，曹母的孫子，張漢欽的繼子。 |
| 陳羽翔 | 曹祖惠（童年） | 李芝姿與曹德華兒子，曹筱蓓的弟弟，曹展愛的哥哥，李芝娟、李志堅、李志偉、李志祥的外甥，李作師、陳環的外孫，曹母的孫子，張漢欽的繼子。 |
| 陳歆姸 | 曹展愛         | 李芝姿與曹德華小女兒，曹筱蓓、曹祖惠的妹妹，李芝娟、李志堅、李志偉、李志祥的外甥女，張漢欽的繼女，李作師、陳環的外孫女，曹母的孫女。 |
| 何潔柔 | 曹展愛（童年） | 李芝姿與曹德華小女兒，曹筱蓓、曹祖惠的妹妹，李芝娟、李志堅、李志偉、李志祥的外甥女，張漢欽的繼女，李作師、陳環的外孫女，曹母的孫女。 |
| 蘇晴瑄 | 曹展愛（幼年） | 李芝姿與曹德華小女兒，曹筱蓓、曹祖惠的妹妹，李芝娟、李志堅、李志偉、李志祥的外甥女，張漢欽的繼女，李作師、陳環的外孫女，曹母的孫女。 |
|        | 漢欽媽         | 張漢欽的母親，李芝姿的婆婆。 |
| 葉衣庭 | 淑君           | |
| 劉怡聲 | 劉怡惠         | |
| 程學書 | 廖文聲         | |
| 劉香君 | 劉淑端         | |
| 王子華 | 傻瓜           | |
| 李晴   | 朱美珍         | 曹德華在公司的同事，曹德華之前情婦，後變現任妻子，曹筱蓓、曹祖惠、曹展愛的前繼母，與曹德華狀似親暱，後與丈夫德華離婚。 |

### 客串角色
| 演員   | 角色   | 介紹             |
| 吳珮琪 | 小雅   |                  |
| 黎沛婕 | 小蘭   |                  |
| 周賢忠 | 汪大海 | 李芝姿的前男友。 |
| 魏文良 | 周景山 |                  |
| 王映筑 | 沈方一 |                  |
| 鄭浚廷 | 李志強 |                  |

## 電視劇歌曲
| 曲別   | 歌名             | 演唱者 | 作詞   | 作曲   | 編曲   |
| 片頭曲 | 倒影             | 子育   | 十方   | 塗凱傑 | 劉浩旭 |
| 片尾曲 | 這樣的愛不會改變 | 曹筱蓓 | 荒山亮 | 荒山亮 | 翁偉翰 |

## 大愛會客室名單
| 集數   | 日期           | 來賓                   |
| 第1集  | 2018年11月2日  | 沒有來賓（幕後花絮）   |
| 第2集  | 2018年11月3日  | 李芝姿、子育           |
| 第3集  | 2018年11月6日  | 李芝姿、游君萍         |
| 第4集  | 2018年11月7日  | 子育、夏如芝、游君萍   |
| 第5集  | 2018年11月8日  | 夏如芝、蔡東威         |
| 第6集  | 2018年11月9日  | 沒有來賓（幕後花絮）   |
| 第7集  | 2018年11月10日 | 李芝姿、子育、夏如芝   |
| 第8集  | 2018年11月13日 | 李芝姿、夏如芝、蔡東威 |
| 第9集  | 2018年11月14日 | 李芝姿、陸一龍         |
| 第10集 | 2018年11月15日 | 李芝姿、子育           |

## 工作人員列表

### 製作團隊
- 監  　製：王端正、葉樹姍、臧蕙年
- 戲劇顧問：龐宜安
- 總 策 劃：關兆宏
- 製 作 人：吳思達
- 編審統籌：鍾易儒
- 編    審：臧蕙年
- 導　  演：林書宏
- 編　  劇：黃雨佳
- 顧　  問：李芝姿、張漢欽
- 製作協調：黃開誼
- 企宣統籌：關兆宏
- 企畫宣傳：熊九山、林志儒、魏鳳萱
- 統  　籌：邱顯全
- 副 導 演：邱淑苹
- 場　  記：歐嘉益
- 執行製作：葉建男
- 製作助理：王永潔
- 場    務：林建惠
- 場    務：江嘉維
- 場務器材：永焺影視
- 攝 影 師：陳文欽
- 攝影助理：周偉華
- 攝影助理：簡佑學
- 攝影助理：簡旭昇
- 攝影器材：森彩媒體
- 燈 光 師：陳駿銘
- 燈光助理：江昀樺
- 燈光助理：李紀葳
- 美術指導：田子豪
- 道 具 師：劉正義
- 道具助理：古安娜
- 化 妝 師：李米恩
- 化妝助理：許雅晴
- 造    型：許菁晏
- 服    裝：朱靜文
- 服裝助理：朱美玉
- 服裝助理：朱柔樺
- 剪 接 師：林詩婉
- 剪 接 師：賴彬豪
- 後　  期：紀鴻欽
- 特    效：徐偉倫
- 會    計：王蓓玲
- 音效配樂：悅茵藝術工作室/陳哲聖
- 聲音後期：杰瑞音樂有限公司
- 音效指導：余政憲
- 音樂編曲：徐儀芳
- 音樂編曲：張家綸
- 對白處理：羅智杰
- 對白處理：李明哲
- 音效混音：余政憲
- 製作公司：南方影視製作有限公司
- 監製公司：慈濟傳播人文志業基金會

## 外部連結
- 幸福 遲到了 官方網站 （页面存档备份，存于）－大愛劇場
- 大愛劇場的Facebook專頁

| 臺灣 大愛電視 每週一至週五 20:00 - 20:50     | 臺灣 大愛電視 每週一至週五 20:00 - 20:50      | 臺灣 大愛電視 每週一至週五 20:00 - 20:50 |
| -------------------------------------------- | --------------------------------------------- | ---------------------------------------- |
|                                              | 幸福 遲到了 （2018年11月1日－2018年12月12日） |                                          |
| 超完美任務 （2018年9月13日－2018年10月31日） | 同學，早安！ （2018年12月13日－2019年1月9日） |                                          |